# Mount Ayanganna
Der Mount Ayanganna (es.: Monte Ayanganna) ist ein Sandstein-Tepui im Pacaraima-Gebirge im Westen von Guyana. Er liegt 85 km östlich des Roraima-Tepui.
Mit einer Höhe von 2041 m ist der Ayanganna der östlichste Tepui, welcher mehr als 2000 m Höhe erreicht. Er gehört zum Bergland von Guayana und dem Guayana-Schild.

## Geographie
Der Berg liegt etwa 20 km nördlich der brasilianischen Grenze und direkt an der Grenze der Regionen Cuyuni-Mazaruni und Potaro-Siparuni im Süden von Guyana. Er erhebt sich in mehreren Stufen aus der Ebene.

## Ökologie
Die Abhänge des Mount Ayanganna sind mit hohen Bergregenwäldern bedeckt bis auf eine Höhe von ca. 1100 m. Oberhalb dieser Höhenmarke ist eine Serie von „Stufen“ – relativ flacher Plateaus, welche durch steile Abhänge voneinander getrennt sind. Die schlecht bewässerten Plateaus tragen niedrige Wälder oder auch nur terrestrische Bromeliengewächse. Die Hänge tragen mittel-hohe Hochgebirgswälder. Amphibien und Reptilien des Ayanganna wurden bereits dokumentiert.

## Geschichte
1966 wurde die Flagge Guyanas auf dem Mount Ayanganna gehisst um die Unabhängigkeit zu feiern. Jährlich wird von Mitgliedern der Guyana Defence Force die Flaggenhissung wiederholt. Auch das Hauptquartier der Armee in Georgetown ist nach dem Mount Ayanganna benannt. 1992 nahm erstmals eine Soldatin an der Expedition teil. Am 1. November 2005 gab es eine Expedition von 28 Soldatinnen, welche den Berg in einer Zeit von 2 Tagen erstiegen hatten.